# Żeglarstwo na Letnich Igrzyskach Olimpijskich 1956
Żeglarstwo na Letnich Igrzyskach Olimpijskich 1956 odbyło się w pięciu konkurencjach. Zawody zostały rozegrane między 26 listopada a 5 grudnia 1956 roku w Port Philip. W zawodach wystartowało 154 zawodników (tylko mężczyźni) z 28 krajów.

## Medaliści

### Klasa Finn
| Złoto                 | Punktacja | Srebro               | Punktacja | Brąz                            | Punktacja |
| Dania · Paul Elvstrøm | 7509      | Belgia · André Nelis | 6254      | Stany Zjednoczone · John Marvin | 5953      |

### Klasa Star
| Złoto                                                 | Punktacja | Srebro                                             | Punktacja | Brąz                                                | Punktacja |
| Stany Zjednoczone · KathleenHerb Williams · Larry Low | 5876      | Włochy · Merope III Agostino Straulino · Nico Rode | 5649      | Bahamy · Gem IV Durward Knowles · Sloane Farrington | 5233      |

### Klasa Dragon
| Złoto                                                                 | Punktacja | Srebro                                                                 | Punktacja | Brąz                                                                       | Punktacja |
| Szwecja · Slaghoken II Folke Bohlin · Bengt Palmquist · Leif Wikström | 5723      | Dania · Tip Ole Berntsen · Christian Robert von Bülow · Cyril Andresen | 5723      | Wielka Brytania · Bluebottle Graham Mann · Jonathan Janson · Ronald Backus | 4547      |

### Klasa 5,5 m
| Złoto                                                        | Punktacja | Srebro                                                                                             | Punktacja | Brąz                                                                | Punktacja |
| Szwecja · Rush V Lars Thörn · Hjalmar Karlsson · Sture Stork | 5527      | Wielka Brytania · Vision Robert Perry · David Bowker · John Dillon · Neil Kennedy-Cochrane-Patrick | 4050      | Australia · Buraddoo Jock Sturrock · Devereaux Mytton · Doug Buxton | 4022      |

### Klasa 12 m
| Złoto                                          | Punktacja | Srebro                                          | Punktacja | Brąz                                                       | Punktacja |
| Nowa Zelandia · Jest Peter Mander · Jack Cropp | 6086      | Australia · Falcon Iv Rolly Tasker · John Scott | 6086      | Wielka Brytania · Chuckles Jasper Blackall · Terence Smith | 4859      |

## Kraje uczestniczące
W zawodach wzięło udział 154 zawodników z 28 krajów
| - Argentyna (6) - Australia (11) - Austria (1) - Bahamy (3) - Belgia (1) - Bermudy (3) - Birma (3) - Brazylia (3) - Dania (4) - Francja (8) | - Fidżi (2) - Finlandia (3) - Grecja (2) - Irlandia (1) - Kanada (8) - Kuba (2) - Niemcy (9) - Norwegia (6) - Nowa Zelandia (5) - Singapur (5) | - Portugalia (5) - Stany Zjednoczone (13) - Szwecja (7) - Tajlandia (2) - Wielka Brytania (12) - Włochy (12) - Związek Południowej Afryki (6) - ZSRR (11) |

## Klasyfikacja medalowa zawodów
| Lp. | Państwo           |   |   |   | Razem |
| --- | ----------------- | - | - | - | ----- |
| 1.  | Szwecja           | 2 | – | – | 2     |
| 2.  | Dania             | 1 | 1 | – | 2     |
| 3.  | Stany Zjednoczone | 1 | – | 1 | 2     |
| 4.  | Nowa Zelandia     | 1 | – | – | 1     |
| 5.  | Wielka Brytania   | – | 1 | 2 | 3     |
| 6.  | Australia         | – | 1 | 1 | 2     |
| 7.  | Belgia            | – | 1 | 0 | 1     |
| 7.  | Włochy            | – | 1 | – | 1     |
| 9.  | Bahamy            | – | – | 1 | 1     |